# امرائو جان ادا (فیلم ۱۹۷۲)
امرائو جان ادا (اردو: امراؤ جان ادا) یک فیلم موزیکال و فیلم عاشقانه محصول سال ۱۹۷۲ بر اساس رمانی به همین نام اثر میرزا هادی رسوا و کارگردانی حسن طارق با شعر و فیلمنامه سیف الدین سیف است.